# Japheth Kimutai
Pour les articles homonymes, voir Japhet (homonymie).
Japheth Kimutai (né le 20 décembre 1978 à Lelmokwo) est un athlète kényan spécialiste du 800 mètres. 

## Carrière
Âgé de quinze ans seulement, il se classe deuxième des Championnats du monde juniors de 1994 derrière l'Australien Paul Byrne. En 1997, lors du meeting de Zurich, il établit un nouveau record du monde junior du 800 m en 1 min 43 s 64. Cette meilleure performance junior ne sera améliorée qu'a deux reprises : par le Soudanais Abubaker Kaki en 2008 (1 min 42 s 69) et par l’Éthiopien Mohammed Aman  en 2011 (1 min 43 s 37).
En 1998, Japheth Kimutai s'adjuge le titre des Championnats d'Afrique de Dakar (1 min 45 s 82), et s'impose par ailleurs en fin de saison lors des Jeux du Commonwealth (1 min 43 s 82). Il termine en tête des bilans mondiaux de 1998 grâce à son temps de 1 min 42 s 76 établi en juillet à Stuttgart, mettant fin à la série du Danois Wilson Kipketer, meilleur performeur mondial de l'année de 1995 à 1997.
Cinquième des Championnats du monde de 1999, il décroche le titre des Jeux africains devant l'Algérien Djabir Saïd-Guerni, et établit la meilleure performance de sa carrière le 3 septembre 1999 lors du Mémorial Van Damme de Bruxelles en 1 min 42 s 69. 
Il s'incline dès les demi-finales lors des Jeux olympiques de 2000.

### Palmarès
| Date | Compétition                   | Lieu         | Résultat | Performance   |
| ---- | ----------------------------- | ------------ | -------- | ------------- |
| 1994 | Championnats du monde juniors | Lisbonne     | 2e       | 1 min 48 s 22 |
| 1996 | Championnats du monde juniors | Sydney       | 4e       | 1 min 48 s 97 |
| 1998 | Championnats d'Afrique        | Dakar        | 1er      | 1 min 45 s 82 |
| 1998 | Coupe du monde des nations    | Johannesburg | 4e       | 1 min 49 s 16 |
| 1998 | Jeux du Commonwealth          | Kuala Lumpur | 1er      | 1 min 43 s 82 |
| 1999 | Championnats du monde         | Séville      | 5e       | 1 min 45 s 18 |
| 1999 | Jeux africains                | Johannesburg | 1er      | 1 min 44 s 91 |
| 1999 | Finale du Grand Prix          | Munich       | 3e       | 1 min 44 s 48 |

### Records
| Épreuve | Performance   | Lieu      | Date             |
| ------- | ------------- | --------- | ---------------- |
| 800 m   | 1 min 42 s 69 | Bruxelles | 3 septembre 1999 |
| 1 500 m | 3 min 34 s 14 | Osaka     | 13 mai 2000      |